# Захла

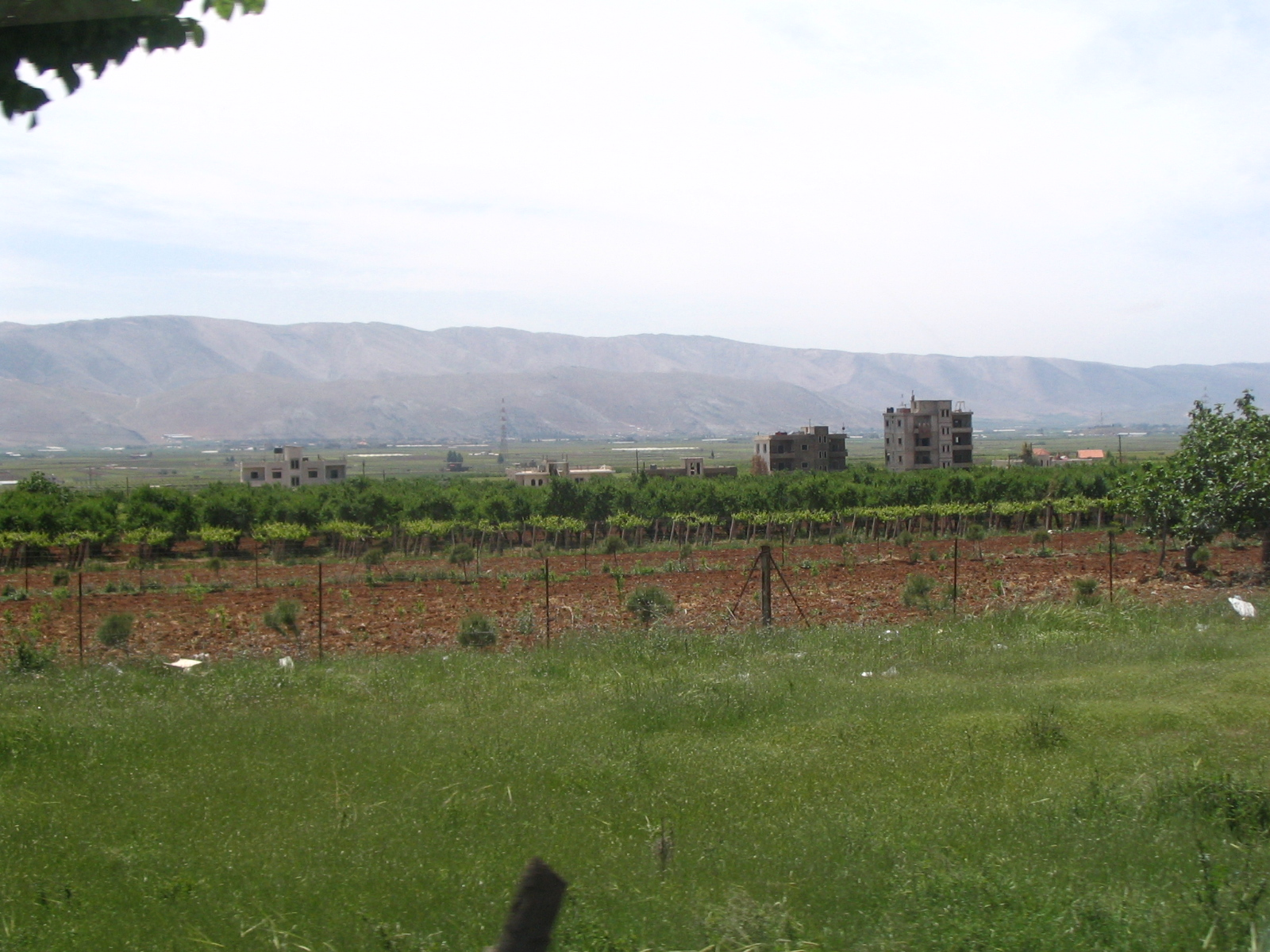
Виноградники около Захлы

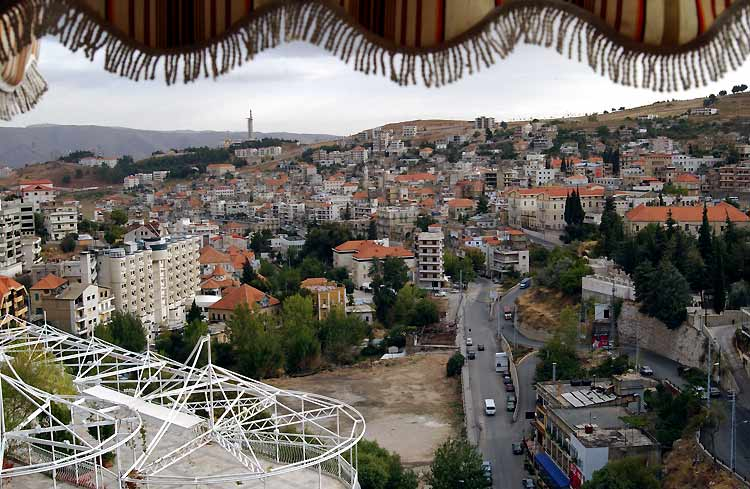
Панорама Захлы

За́хла (араб. زحلة‎) — административный центр мухафазы Бекаа в Ливане. Население около 120 000 жителей (2022), это третий по величине город в Ливане после Бейрута и Триполи. Население, в основном, христианское. Центр Ливанской мелькитской (грекокатолической) церкви. Захле считается жемчужиной долины Бекаа. Она славится чистым воздухом, курортами и оригинальной кухней.

## Общая информация
Город расположен в 55 км к востоку от столицы Ливана Бейрута. Это единственный преимущественно католический город на Ближнем Востоке. Знаменит своими старыми церквями, ресторанами на открытом воздухе, уникальной кухней и ледоделательным заводом в Вади-эль-Арейиш. До Бейрута можно добраться автомобилем, поездка займёт от 30 до 50 минут, в зависимости от движения. Центр города находится на высоте около 900 м над уровнем моря.

## История
Захла основана около 300 лет назад. В начале XVIII века ещё молодой город был разделён на три отдельных квартала, в каждом был свой управляющий.
В XIX веке на короткое время Захла стал первым независимым городом-государством в регионе, у неё был свой флаг и гимн.
Захла претерпела пожары в 1777 и 1791 годах, а в 1860 году — был не только сожжён, но и разграблен.
Во время правления Мутасаррифии (1861—1914) Захла вновь стала процветать. Железнодорожная ветка, проложенная через город в 1885 году, улучшила его экономику и Захла стала внутренним «портом» для долины Бекаа и Сирии. Она также был сельскохозяйственным центром и центром торговли между Бейрутом и Дамаском, Мосулом и Багдадом. 
Считается, что Захла является родиной ливанской армии. В 1981 году Битва при Захле между Ливанскими силами и сирийскими войсками стала одним из крупнейших сражений гражданской войны. Город и сейчас играет важную роль в политической жизни страны.

## Экономика
Основа экономики Захлы — текстильная и пищевая промышленность, а также сельское хозяйство.

## Города-побратимы
- Белу-Оризонти (порт. Belo Horizonte), Бразилия (1974)[4]